# Chasco-isabel
O chasco-isabel (Oenanthe isabellina) é um pequeno pássaro passeriforme que foi anteriormente classificado como membro da família do tordo Turdidae, mas agora é mais geralmente considerado um papa-moscas do Velho Mundo da família Muscicapidae. É uma ave insetívora migratória. Seu habitat é estepe e campo aberto e se reproduz no sul da Rússia e Ásia Central até o norte do Paquistão, invernando na África e noroeste da Índia . É um vagabundo muito raro para a Europa Ocidental.

## Etimologia
O nome é do isabellinus específico, novo latim para "amarelo acinzentado", provavelmente nomeado para Isabella I de Castela, disse ter prometido não mudar suas roupas de baixo até que a Espanha fosse libertada dos mouros. "Wheatear" não é derivado de " trigo " ou qualquer sentido de " orelha ", mas é uma corrupção linguística do século 16 de "branco" e "bunda", referindo-se à garupa branca proeminente encontrada na maioria das espécies. O nome do gênero Oenanthe é derivado do grego antigo oenos (οίνος) "vinho" e anthos (ανθός) "flor". Refere-se ao retorno do Chasco-cinzento à Grécia na primavera, assim que as videiras florescem.

## Distribuição e habitat
O wheatear isabelline é uma espécie migratória com uma faixa de reprodução paleártica oriental. Isso se estende do sul da Rússia, região do Cáspio, deserto de Kyzyl Kum e Mongólia ao Afeganistão, Irã, Iraque, Arábia Saudita, Síria, Jordânia e Israel. Ele passa o inverno na África e no noroeste da Índia. Ocorreu como um vagabundo de verão para a Grécia, Chipre, Argélia e Tunísia.

## Comportamento

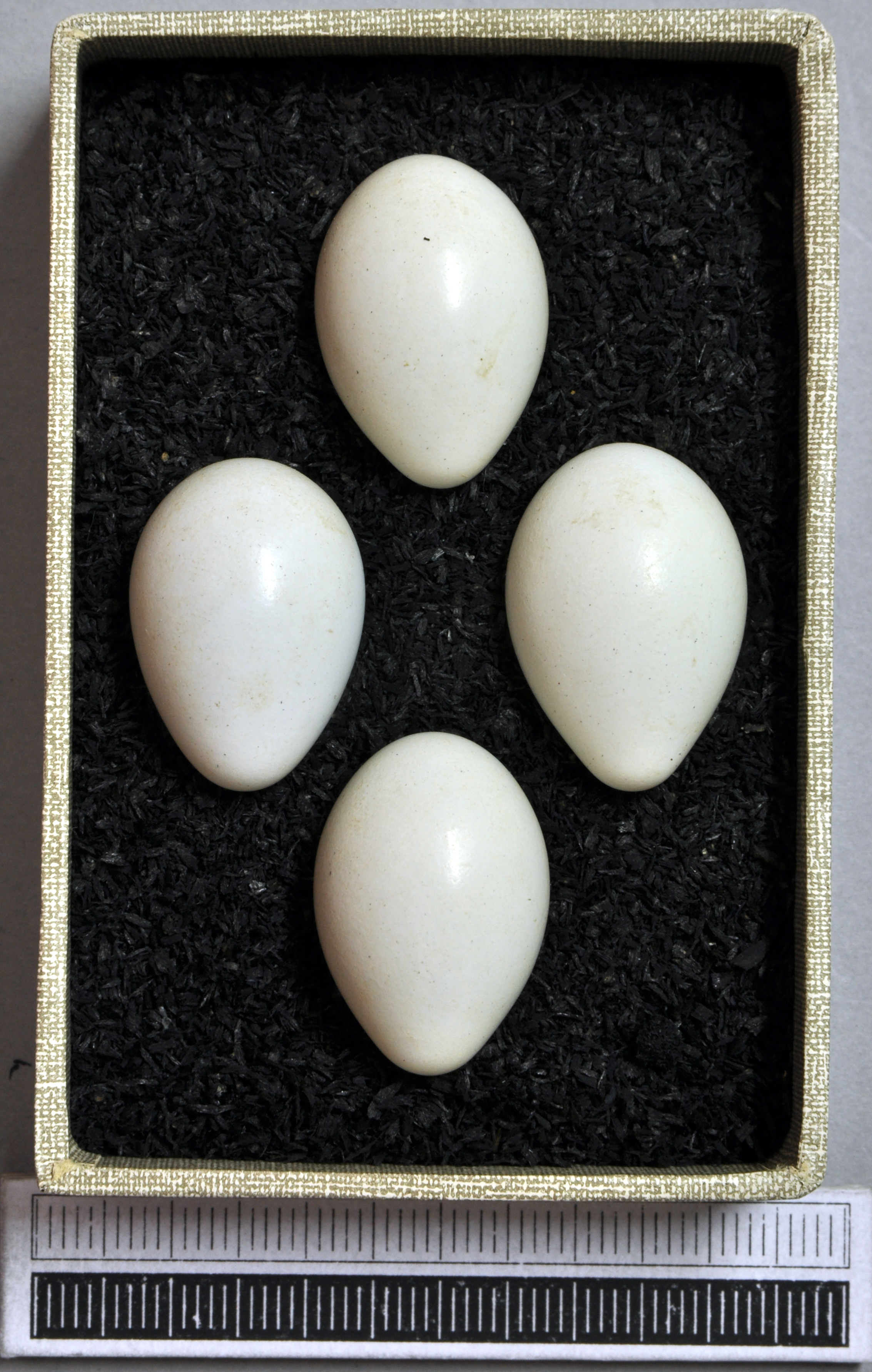
Ovos, Coleção Museu Wiesbaden

## Status
O chasco-isabel tem um alcance extenso, estimado em 11,7 milhão quilômetros quadrados (4,36 milhões de milhas quadradas), e uma grande população com um total estimado de 26 milhões a 378 milhões de indivíduos. A população parece ser estável e a IUCN em sua Lista Vermelha de Espécies Ameaçadas avaliou esta espécie como sendo de " menor preocupação ".